# Bushfood

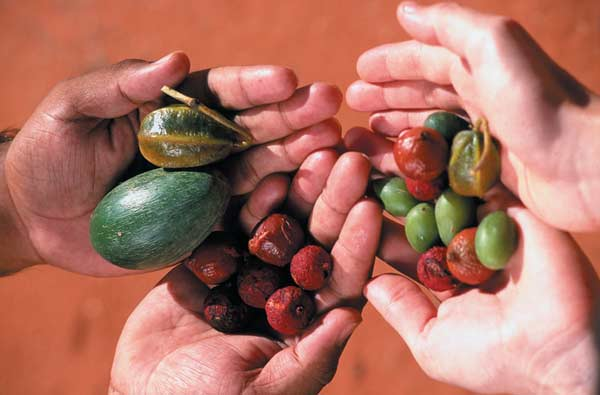
Ukázka jedlých plodů, Alice Springs

Bushfood (doslova „jídlo buše“) je anglický název označující tradiční stravu domorodých Austrálců skládající se z místních plodů, semen a jiných jedlých částí rostlin, hub a živočichů. Tyto produkty jsou součástí tradiční austrálské kuchyně a jsou také využívány v tradičním lékařství. Synonymem pro bushfood je v Austrálii často frekventovaný termín bush tucker.